# Тюлькин, Виктор Аркадьевич
Ви́ктор Арка́дьевич Тю́лькин (род. 14 мая 1951, Владивосток) — советский и российский политик, секретарь-координатор ЦК РОТ ФРОНТа, до 2019 года на протяжении 26 лет первый секретарь ЦК РКРП—КПСС, сооснователь РКРП и её предшественника ДКИ. 
Депутат Государственной Думы РФ IV созыва в 2003—2007 годах (фракция КПРФ). Являлся членом ЦК КП РСФСР.
Ныне секретарь ЦК РКРП по международным делам.

## Биография
Родился в семье флотского офицера. Дед Николай Яковлевич был революционером, участником I мировой, Гражданской и Великой Отечественной войн, полковником РККА; дед бабушки Николай Генилов - член РСДРП (б) с 1914 года, являлся первым председателем Советов в г. Шлиссельбурге, погиб в 1919 году при защите Петрограда.
Окончил среднюю школу № 281 (с углублённым изучением химии) города Ленинграда. В период с 1968 по 1974 год учился в Ленинградском военно-механическом институте, окончил его с квалификацией инженера-механика. С 1974 года работал мастером, старшим мастером, начальником участка на Ленинградском Северном заводе. В 1980 году стал начальником участка, затем начальник цеха, начальник технического отдела завода в Научно-производственном объединении «Авангард», в 1988 году избран секретарём заводского парткома.
В 1985 году окончил факультет организаторов промышленного производства Ленинградского инженерно-экономического института им. Пальмиро Тольятти по специальности «Организация и управление», в 1990 году — Высшую партийную школу при Ленинградском обкоме КПСС по специальности «Политология». Стал членом Ленинградского обкома КПСС.

## Коммунистическая оппозиция
Участвовал в создании КП РСФСР, делегат ее учредительного съезда, вошёл в состав ЦК партии.
Делегат последнего, XXVIII съезда КПСС, на котором от имени делегатов ДКИ и Марксистской платформы выступил против курса Михаила Горбачёва на установление рыночных механизмов в экономике страны («лечение социализма капитализмом»). Резолюция, выдвинутая Тюлькиным, набрала 1259 голосов (почти треть делегатов съезда). По замечанию М. В. Попова, Т. "выступил с известным заявлением меньшинства съезда о том, что на рынке социализм не построишь". Как вспоминал сам Т.: "В Ленинграде был центр левого сопротивления Горбачеву и его политике внутри КПСС". 
После событий августа 1991 года принял активное участие в создании РКРП. На съезде, проходившем в ноябре 1991 года в Екатеринбурге, избран в ЦК партии, вошёл в Оргбюро ЦК, став одним из четырёх секретарей Оргбюро. Как отмечают, стал играть ведущую роль в партии, которую даже именовали «партией Тюлькина».
В октябре 1993 года вместе со своей партией выступил в защиту Верховного Совета России.
С 1994 года Виктор Тюлькин стал главным редактором газеты «Трудовая Россия». Входит в редакцию международного теоретического и общественно-политического журнала «Марксизм и современность».
Избирался членом Политисполкома СКП—КПСС на ХХХ, XXXI и XXXII съездах.
После объединения РКРП с РПК (2001 год) избран первым секретарём ЦК объединённой РКРП—РПК, и оставался в этой должности до апреля 2019 года, когда по его же рекомендации первым секретарём организации избирается Степан Маленцов.
С 2010 года принимает участие в деятельности РОТ ФРОНТа, является первым секретарём его ЦК. Занимается проблемами политического устройства государства, вопросами практической политологии, активно сотрудничает с рядом газет и журналов. Автор более ста статей по актуальным политическим вопросам.
4 октября 2013 года, после митинга памяти защитников Дома Советов в 1993 году, на Виктора Тюлькина было совершено нападение правых экстремистов.
Женат, имеет двоих сыновей. Увлекается спортом, морским делом и рисованием.

## Участие в выборах
Вместе с РКРП бойкотировал выборы в Госдуму 1993-го года и всенародное голосование по конституции России.
На выборах в Госдуму 1995-го года возглавлял список блока «Коммунисты — Трудовая Россия — За Советский Союз». По данным ЦИК блок получил 4,53% голосов избирателей (при пороге прохождения 5%), и в Думу не прошёл.
Возглавлял тот же блок на выборах в Госдуму в 1999 году, тогда блок вновь не преодолел пятипроцентный барьер.
Несмотря на активную критику КПРФ и обвинения её лидеров в оппортунизме и соглашательстве, был избран  депутатом Государственной Думы РФ IV созыва по списку этой партии. Разработал и активно продвигал проект федерального закона о Знамени Победы. Несколько раз лишался права голоса сроком на один месяц за активную критику власти. Как вспоминал сам Тюлькин: "Тогда КПРФ от реального блока, от общего участия коммунистов и патриотов тоже отказалась, но, уступив давлению масс, вынуждена была включить в список (на проходное место) единственного представителя РКРП Первого секретаря ЦК Виктора Тюлькина. Этим и ограничилась. Причём включение было осуществлено таким чванливым образом с нарушением подписанных договорённостей, что сразу стало понятно – расчёт строился в надежде на то, что мы обидимся, плюнем и хлопнем дверью – уйдём. Мы сжали зубы и выдержали".

## Цитаты
- Наша линия, линия ортодоксального крыла КПСС, то есть того коммунистического, что в ней было, заключается в том, что надо было исправлять положение в СССР, что основным бедствием того времени было нарастание расслоения общества. Нарастала нелюбовь, может, даже ненависть к «зажравшейся» партхозноменклатуре, которая к тому времени не имела ничего общего с коммунизмом. Нужно было, прежде всего, налаживать жизнь простых людей, а не двигаться дальше к расслоению общества под видом реформ.
- В партии были разные люди: от ортодоксальных марксистов до откровенных антикоммунистов. Общим признаком являлось то, что это были наиболее активные, наиболее продвинутые, образованные элементы, желающие сделать карьеру, ведь партия была правящая.
- Нашей задачей, выражаясь языком Ленина, остается: «...пробуждение человека в «коняге» - пробуждение, которое имеет такое гигантское, всемирно-историческое значение, что для него законны все жертвы…» Пробуждение и организация рабочего класса на борьбу за рабочую власть, вплоть до поголовного привлечения трудящихся к делу управления государством после завоевания власти. А никак не агитация класса на голосование за высокопрофессиональных честных управленцев на выборах, которые сформируют некое правительство народного доверия и осчастливят всех трудящихся. (2017)

- Знаете, в моменты, когда трудно, когда нет заметных успехов, но чувствуется сильная усталость и нарастает давление реакции, тогда естественно появляются настроения найти причины торможения не в своей слабости и недостаточной работе, а в происках врагов (агентов ФСБ, ЦРУ или Моссада, скрытых сионистах и пр. пр.) К этому добавляется изрядное количество дураков и просто «коммунистического чванства».